# Primeira Liga 2016-2017
La Primeira Liga 2016-2017, nota come NOS Liga 2016-2017 per ragioni di sponsorizzazione, è stata l'83ª edizione della massima serie del campionato portoghese di calcio. Il torneo, iniziato il 15 agosto 2016 e conclusosi il 21 maggio 2017, ha visto il Benfica vincere il campionato per il quarto anno consecutivo.

## Stagione

### Novità
Dalla stagione 2015-2016 sono stati retrocessi in Segunda Liga 2016-2017 l'União Madeira e l'Académica. Sono stati promossi dalla Segunda Liga 2015-2016 il Chaves ed il Feirense.

### Formato
Le 18 squadre partecipanti si affrontano in un girone di andata e ritorno, per un totale di 34 giornate.

La squadra campione di Portogallo ha il diritto a partecipare alla fase a gironi della UEFA Champions League 2017-2018.

La squadra classificata al secondo posto è ammessa alla fase a gironi della UEFA Champions League 2017-2018.

La squadra classificata al terzo posto è ammessa agli spareggi (percorso piazzate) della UEFA Champions League 2017-2018.

Le squadre classificate al quarto e quinto posto sono ammesse al terzo turno di qualificazione della UEFA Europa League 2017-2018.

Le squadre classificate agli ultimi due posti (17º e 18º posto) retrocedono in Segunda Liga.

## Squadre partecipanti
| Club              | Città                | Stadio                          | Risultato Stagione 2015-2016        |
| ----------------- | -------------------- | ------------------------------- | ----------------------------------- |
| Arouca            | Arouca               | Stadio comunale di Arouca       | 5º posto in Primeira Liga           |
| Belenenses        | Lisbona              | Estádio do Restelo              | 9º posto in Primeira Liga           |
| Benfica           | Lisbona              | Estádio da Luz                  | 1º posto in Primeira Liga, campione |
| Boavista          | Porto                | Estádio do Bessa Século XXI     | 14º posto in Primeira Liga,         |
| Braga             | Braga                | Stadio comunale di Braga        | 4º posto in Primeira Liga           |
| Chaves            | Chaves               | Estádio Municipal de Chaves     | 2º posto in Segunda Liga            |
| Estoril Praia     | Estoril              | Estádio António Coimbra da Mota | 8º posto in Primeira Liga           |
| Feirense          | Santa Maria da Feira | Estádio Marcolino de Castro     | 3º posto in Segunda Liga            |
| Marítimo          | Funchal              | Estádio dos Barreiros           | 13º posto in Primeira Liga          |
| Moreirense        | Moreira de Cónegos   | Estádio José Arcanjo            | 12º posto in Primeira Liga          |
| Nacional          | Funchal              | Estádio da Madeira              | 11º posto in Primeira Liga          |
| Paços Ferreira    | Paços de Ferreira    | Estádio da Mata Real            | 7º posto in Primeira Liga           |
| Porto             | Porto                | Estádio do Dragão               | 3º posto in Primeira Liga           |
| Rio Ave           | Vila do Conde        | Estádio do Rio Ave FC           | 6º posto in Primeira Liga           |
| Sporting Lisbona  | Lisbona              | Stadio José Alvalade            | 2º posto in Primeira Liga           |
| Tondela           | Tondela              | Estádio João Cardoso            | 16º posto in Primeira Liga          |
| Vitória Guimarães | Guimarães            | Estádio D. Afonso Henriques     | 10º posto in Primeira Liga          |
| Vitória Setúbal   | Setúbal              | Estádio do Bonfim               | 15º posto in Primeira Liga          |

## Allenatori
| Club              | Allenatore                                      |
| ----------------- | ----------------------------------------------- |
| Arouca            | Lito Vidigal                                    |
| Belenenses        | Julio Velázquez 1ª-8ª giornata Quim Machado 9^- |
| Benfica           | Rui Vitória                                     |
| Boavista          | Erwin Sánchez (11/10/16) Miguel Leal            |
| Braga             | José Peseiro (15/12/16) ?                       |
| Chaves            | Jorge Simão                                     |
| Estoril Praia     | Fabiano Soares                                  |
| Feirense          | José Mota                                       |
| Maritimo          | Paulo César Gusmão (22/09/16) Daniel Ramos      |
| Moreinense        | Pepa (28/11/16) Augusto Inácio                  |
| Nacional          | Manuel Machado                                  |
| Paços de Ferriera | Carlos Pinto (1/12/16) Vasco Seabra             |
| Porto             | Nuno Espírito Santo                             |
| Rio Ave           | Nuno Capucho (14/11/16) Luís Castro             |
| Sporting CP       | Jorge Jesus                                     |
| Tondela           | Petit                                           |
| Vitoria Guimaraes | Pedro Martins                                   |
| Vitoria Setubal   | José Couceiro                                   |

## Classifica finale
|       | Pos. | Squadra           | Pt | G  | V  | N  | P  | GF | GS | DR  |
| ----- | ---- | ----------------- | -- | -- | -- | -- | -- | -- | -- | --- |
|       | 1.   | Benfica           | 82 | 34 | 25 | 7  | 2  | 72 | 18 | +54 |
|       | 2.   | Porto             | 76 | 34 | 22 | 10 | 2  | 71 | 19 | +52 |
|       | 3.   | Sporting Lisbona  | 70 | 34 | 21 | 7  | 6  | 68 | 36 | +32 |
|       | 4.   | Vitória Guimarães | 62 | 34 | 18 | 8  | 8  | 50 | 39 | +11 |
|       | 5.   | Braga             | 54 | 34 | 15 | 9  | 10 | 51 | 36 | +15 |
| [ 1 ] | 6.   | Marítimo          | 50 | 34 | 13 | 11 | 10 | 34 | 32 | +2  |
|       | 7.   | Rio Ave           | 49 | 34 | 14 | 7  | 13 | 41 | 39 | +2  |
|       | 8,   | Feirense          | 48 | 34 | 14 | 6  | 14 | 31 | 45 | -14 |
|       | 9.   | Boavista          | 43 | 34 | 10 | 13 | 11 | 33 | 36 | -3  |
|       | 10.  | Estoril Praia     | 38 | 34 | 10 | 8  | 16 | 36 | 42 | -6  |
|       | 11,  | Chaves            | 38 | 34 | 8  | 14 | 12 | 35 | 42 | -7  |
|       | 12.  | Vitória Setúbal   | 38 | 34 | 10 | 8  | 16 | 30 | 39 | -9  |
|       | 13.  | Paços Ferreira    | 36 | 34 | 8  | 12 | 14 | 32 | 45 | -13 |
|       | 14.  | Belenenses        | 36 | 34 | 9  | 9  | 16 | 27 | 45 | -18 |
|       | 15.  | Moreirense        | 33 | 34 | 8  | 9  | 17 | 33 | 48 | -15 |
|       | 16.  | Tondela           | 32 | 34 | 8  | 8  | 18 | 29 | 52 | -23 |
|       | 17.  | Arouca            | 32 | 34 | 9  | 5  | 19 | 33 | 57 | -24 |
|       | 18.  | Nacional          | 21 | 34 | 4  | 9  | 21 | 22 | 58 | -36 |

Legenda:

      Campione del Portogallo e ammessa alla fase a gironi della UEFA Champions League 2017-2018
      Ammessa alla fase a gironi della UEFA Champions League 2017-2018
      Ammessa agli spareggi (percorso piazzate) della UEFA Champions League 2017-2018
      Ammesse alla fase a gironi della UEFA Europa League 2017-2018
      Ammessa al terzo turno di qualificazione della UEFA Europa League 2017-2018
      Retrocesse in Segunda Liga 2017-2018
Note:

Tre punti a vittoria, uno a pareggio, zero a sconfitta.
La classifica viene stilata secondo i seguenti criteri:
- Punti conquistati
- Punti conquistati negli scontri diretti
- Differenza reti negli scontri diretti
- Reti realizzate in trasferta negli scontri diretti
- Differenza reti generale
- Partite vinte
- Reti totali realizzate
- Spareggio

## Statistiche

### Squadre

#### Capoliste solitarie
|    | —— | ——       | ——       | ——      | ——      | ——      | ——      | ——      | ——      | ——      | ——      | ——      | ——      | ——      | ——      | ——      | ——      | ——      | ——      | ——      | ——      | ——      | ——      | ——      | ——      | ——      | ——      | ——      | ——      | ——      | ——      | ——      | ——      | —— |  |
|    |    | Sporting | Sporting | Benfica | Benfica | Benfica | Benfica | Benfica | Benfica | Benfica | Benfica | Benfica | Benfica | Benfica | Benfica | Benfica | Benfica | Benfica | Benfica | Benfica | Benfica | Benfica | Benfica | Benfica | Benfica | Benfica | Benfica | Benfica | Benfica | Benfica | Benfica | Benfica | Benfica |    |  |
|    |    |          |          |         |         |         |         |         |         |         |         |         |         |         |         |         |         |         |         |         |         |         |         |         |         |         |         |         |         |         |         |         |         |    |  |
|    |    |          |          |         |         |         |         |         |         |         |         |         |         |         |         |         |         |         |         |         |         |         |         |         |         |         |         |         |         |         |         |         |         |    |  |
| 1ª | 2ª | 3ª       | 4ª       | 5ª      | 6ª      | 7ª      | 8ª      | 9ª      | 10ª     | 11ª     | 12ª     | 13ª     | 14ª     | 15ª     | 16ª     | 17ª     | 18ª     | 19ª     | 20ª     | 21ª     | 22ª     | 23ª     | 24ª     | 25ª     | 26ª     | 27ª     | 28ª     | 29ª     | 30ª     | 31ª     | 32ª     | 33ª     | 34ª     |    |  |

#### Classifica in divenire
|                   | 1ª | 2ª | 3ª | 4ª | 5ª | 6ª | 7ª | 8ª | 9ª | 10ª | 11ª | 12ª | 13ª | 14ª | 15ª | 16ª | 17ª | 18ª | 19ª | 20ª | 21ª | 22ª | 23ª | 24ª | 25ª | 26ª | 27ª | 28ª | 29ª | 30ª | 31ª | 32ª | 33ª | 34ª |
|                   |    |    |    |    |    |    |    |    |    |     |     |     |     |     |     |     |     |     |     |     |     |     |     |     |     |     |     |     |     |     |     |     |     |     |
| ----------------- | -- | -- | -- | -- | -- | -- | -- | -- | -- | --- | --- | --- | --- | --- | --- | --- | --- | --- | --- | --- | --- | --- | --- | --- | --- | --- | --- | --- | --- | --- | --- | --- | --- | --- |
| Arouca            | 0  | 3  | 3  | 3  | 3  | 4  | 5  | 5  | 8  | 8   | 11  | 14  | 14  | 17  | 17  | 20  | 23  | 23  | 24  | 27  | 27  | 27  | 27  | 27  | 27  | 27  | 27  | 28  | 31  | 31  | 32  | 32  | 32  | 32  |
| Belenenses        | 0  | 1  | 4  | 7  | 8  | 9  | 9  | 9  | 9  | 12  | 13  | 14  | 17  | 17  | 17  | 17  | 20  | 20  | 23  | 24  | 25  | 26  | 29  | 32  | 32  | 32  | 32  | 32  | 32  | 32  | 32  | 35  | 36  | 36  |
| Benfica           | 3  | 4  | 7  | 10 | 13 | 16 | 19 | 22 | 25 | 26  | 29  | 29  | 32  | 35  | 38  | 41  | 42  | 45  | 45  | 48  | 51  | 54  | 57  | 60  | 63  | 64  | 65  | 68  | 71  | 72  | 75  | 78  | 81  | 82  |
| Boavista          | 3  | 4  | 5  | 5  | 5  | 5  | 8  | 9  | 10 | 13  | 13  | 13  | 13  | 14  | 17  | 20  | 21  | 24  | 24  | 25  | 26  | 29  | 29  | 30  | 33  | 34  | 34  | 34  | 35  | 35  | 38  | 39  | 42  | 43  |
| Braga             | 3  | 4  | 7  | 10 | 10 | 13 | 14 | 17 | 20 | 20  | 23  | 23  | 26  | 29  | 32  | 33  | 36  | 36  | 36  | 37  | 38  | 38  | 39  | 42  | 43  | 46  | 47  | 50  | 51  | 51  | 51  | 51  | 54  | 54  |
| Chaves            | 3  | 4  | 5  | 6  | 9  | 9  | 12 | 12 | 13 | 14  | 15  | 16  | 19  | 19  | 22  | 23  | 24  | 27  | 27  | 28  | 29  | 32  | 32  | 32  | 33  | 33  | 36  | 36  | 36  | 37  | 37  | 37  | 38  | 38  |
| Estoril Praia     | 0  | 0  | 0  | 1  | 4  | 4  | 7  | 7  | 8  | 11  | 14  | 15  | 15  | 15  | 15  | 15  | 15  | 15  | 15  | 16  | 19  | 20  | 20  | 20  | 21  | 22  | 25  | 25  | 28  | 31  | 31  | 34  | 35  | 38  |
| Feirense          | 3  | 3  | 3  | 6  | 9  | 9  | 9  | 10 | 11 | 11  | 11  | 11  | 11  | 11  | 14  | 14  | 15  | 18  | 19  | 22  | 25  | 25  | 26  | 26  | 29  | 32  | 35  | 35  | 35  | 36  | 39  | 42  | 45  | 48  |
| Maritimo          | 0  | 0  | 3  | 3  | 3  | 6  | 9  | 10 | 10 | 13  | 14  | 17  | 17  | 20  | 20  | 23  | 26  | 27  | 28  | 31  | 32  | 33  | 34  | 37  | 37  | 40  | 41  | 44  | 44  | 47  | 47  | 48  | 49  | 50  |
| Moreirense        | 1  | 4  | 4  | 4  | 4  | 4  | 4  | 5  | 8  | 8   | 8   | 11  | 11  | 11  | 11  | 14  | 14  | 17  | 18  | 18  | 18  | 19  | 19  | 20  | 20  | 21  | 21  | 21  | 24  | 25  | 26  | 29  | 30  | 33  |
| Nacional          | 0  | 0  | 0  | 0  | 3  | 6  | 6  | 7  | 8  | 8   | 8   | 8   | 11  | 11  | 11  | 12  | 12  | 12  | 13  | 13  | 14  | 15  | 16  | 16  | 17  | 17  | 17  | 20  | 20  | 20  | 20  | 21  | 21  | 21  |
| Paços de Ferreira | 1  | 1  | 1  | 2  | 5  | 8  | 8  | 9  | 9  | 10  | 10  | 13  | 13  | 13  | 16  | 17  | 17  | 17  | 17  | 20  | 20  | 23  | 24  | 25  | 26  | 27  | 27  | 28  | 29  | 32  | 35  | 35  | 35  | 36  |
| Porto             | 3  | 6  | 6  | 9  | 10 | 13 | 16 | 19 | 20 | 21  | 22  | 25  | 28  | 31  | 34  | 35  | 38  | 41  | 44  | 47  | 50  | 53  | 56  | 59  | 62  | 63  | 64  | 67  | 68  | 69  | 72  | 73  | 76  | 76  |
| Rio Ave           | 0  | 1  | 4  | 7  | 10 | 10 | 10 | 11 | 11 | 11  | 14  | 17  | 20  | 20  | 23  | 24  | 24  | 24  | 27  | 27  | 28  | 28  | 29  | 32  | 35  | 35  | 38  | 39  | 39  | 42  | 45  | 45  | 46  | 49  |
| Sporting CP       | 3  | 6  | 9  | 12 | 12 | 15 | 16 | 17 | 18 | 21  | 24  | 27  | 27  | 30  | 30  | 33  | 34  | 35  | 38  | 38  | 41  | 44  | 47  | 48  | 51  | 54  | 57  | 60  | 63  | 64  | 67  | 67  | 67  | 70  |
| Tondela           | 0  | 1  | 1  | 1  | 2  | 2  | 5  | 6  | 6  | 6   | 9   | 9   | 9   | 10  | 10  | 10  | 10  | 10  | 13  | 14  | 14  | 14  | 15  | 16  | 16  | 17  | 17  | 17  | 20  | 23  | 23  | 26  | 29  | 32  |
| Vitòria Guimaraes | 0  | 3  | 6  | 6  | 7  | 10 | 11 | 14 | 17 | 20  | 20  | 21  | 24  | 27  | 30  | 30  | 31  | 34  | 35  | 35  | 35  | 36  | 39  | 40  | 41  | 44  | 47  | 50  | 53  | 56  | 59  | 62  | 62  | 62  |
| Vitòria Setubal   | 3  | 4  | 7  | 8  | 8  | 8  | 8  | 9  | 10 | 13  | 13  | 13  | 16  | 19  | 19  | 19  | 22  | 25  | 28  | 28  | 29  | 29  | 30  | 30  | 30  | 31  | 34  | 35  | 35  | 35  | 35  | 35  | 35  | 38  |

### Individuali

#### Classifica marcatori
Fonte:
| Gol |  |  | Giocatore        | Squadra           |
| --- |  |  | ---------------- | ----------------- |
| 34  |  |  | Bas Dost         | Sporting Lisbona  |
| 19  |  |  | Tiquinho         | Porto             |
| 16  |  |  | André Silva      | Porto             |
| 16  |  |  | Kōstas Mītroglou | Benfica           |
| 13  |  |  | Moussa Marega    | Vitória Guimarães |
| 13  |  |  | Jonas            | Benfica           |
| 11  |  |  | Welthon          | Paços Ferreira    |
| 11  |  |  | Rui Fonte        | Braga             |
| 10  |  |  | Pizzi            | Benfica           |